# Triainolepis mandrarensis
Triainolepis mandrarensis är en måreväxtart som beskrevs av Anne-Marie Homolle och Cornelis Eliza Bertus Bremekamp. Triainolepis mandrarensis ingår i släktet Triainolepis och familjen måreväxter. Inga underarter finns listade i Catalogue of Life.